# Хетинген
Хетинген (на немски: Hettingen) е град с 1 797 жители (на 31 декември 2021) в окръг Зигмаринген в Баден-Вюртемберг в Германия.
Градът Хетинген е споменат за пръв път през 1135 г. като „Hatingin“.